# Lorna Volare
Lorna Volare, conosciuta anche come Baby Lorna (Melbourne, 10 ottobre 1911 – Tucson, 19 aprile 1998), è stata un'attrice australiana, attiva come attrice bambina negli Stati Uniti in teatro e nel cinema muto dal 1916 al 1923.

## Biografia
Nata in Australia, a Melbourne nello Stato di Victoria, Lorna Volare ebbe una breve carriera di attrice bambina nel cinema muto statunitense. Debuttò a cinque anni, nel 1916, in The Dragon di Harry A. Pollard. In quell'anno, girò ben sei film tra i quali anche il serial in sedici episodi The Crimson Stain Mystery con Maurice Costello. Altri sei ne girò l'anno seguente. Diradò poi le sue comparse e interruppe la sua carriera cinematografica nel 1921. In totale, la piccola Lorna apparve in quattordici pellicole. L'ultima sua partecipazione a un film fu, a dieci anni, in His Greatest Sacrifice di J. Gordon Edwards, dove ebbe uno dei ruoli principali come figlia dei protagonisti.

### Teatro
A Broadway, il suo nome appare nella stagione teatrale 1917, nella commedia The Claim che debuttò con scarso successo il 9 ottobre al Fulton Theatre. Ritornò in scena nel 1918 con Daddies, prodotto da David Belasco e interpretato da Jeanne Eagels, un lavoro che, questa volta, fu molto ben accolto dal pubblico e che ebbe oltre trecento repliche. L'ultima sua apparizione sulla scena di Broadway è del 1923, in A Royal Fandango, una commedia scritta da Zoë Akins, dove recitò a fianco di Ethel Barrymore, Edward G. Robinson e Spencer Tracy.

## Filmografia
La filmografia è completa.
- The Dragon, regia di Harry A. Pollard (1916)
- The Ransom, regia di Edmund Lawrence (1916)
- The Chain Invisible, regia di Frank Powell (1916)
- The Spell of the Yukon, regia di Burton L. King (1916)
- The Girl with the Green Eyes, regia di Herbert Blaché (1916)
- The Crimson Stain Mystery, regia di T. Hayes Hunter - serial (1916)
- Dall'odio all'amore (The Barricade), regia di Edwin Carewe (1917)
- A Man and the Woman, regia di Herbert Blaché e Alice Guy (1917)
- Motherhood, regia di Frank Powell (1917)
- The Law of Compensation, regia di Joseph A. Golden e Julius Steger (1917)
- The Moth, regia di Edward José (1917)
- The Secret of the Storm Country, regia di Charles Miller (1917)
- Just a Woman, regia di Julius Steger (1918)
- His Greatest Sacrifice, regia di J. Gordon Edwards (1921)

## Spettacoli teatrali
- The Claim (Broadway, 9 ottobre 1917)
- Daddies (Broadway, 5 settembre 1918)
- The Blue Lagoon (Broadway, 14 settembre 1921)
- Alias Jimmy Valentine (Broadway, 8 dicembre 1921)
- A Royal Fandango (Broadway, 12 novembre 1923)